# Roncus orjensis
Espèce
Roncus orjensis est une espèce de pseudoscorpions de la famille des Neobisiidae.

## Distribution
Cette espèce est endémique du Monténégro. Elle se rencontre dans l'Orjen.

## Description
La femelle holotype mesure 2,545 mm et le mâle paratype 2,24 mm.

## Étymologie
Son nom d'espèce, composé de orj[en] et du suffixe latin -ensis, « qui vit dans, qui habite », lui a été donné en référence au lieu de sa découverte, l'Orjen.

## Publication originale
- Ćurčić, Dimitrijević, Radja & Radja, 2008 : On two new species of pseudoscorpions from the Dinaric karst. Archives of Biological Sciences, vol. 60, no 2, p. 315-324.